# Purpurbröstad kolibri
Purpurbröstad kolibri (Urosticte benjamini) är en fågel i familjen kolibrier.

## Utbredning och systematik
Fågeln förekommer från västra Colombia till sydvästra Ecuador och nordvästra Peru. Den behandlas som monotypisk, det vill säga att den inte delas in i några underarter.

## Status
Trots det begränsade utbredningsområdet och att den tros minska i antal anses beståndet vara livskraftigt av internationella naturvårdsunionen IUCN. 